# Primetime Emmy-díj a legjobb női főszereplőnek (minisorozat, antológiasorozat vagy tévéfilm)
A Primetime Emmy-díj a legjobb női főszereplőnek (televíziós minisorozat vagy tévéfilm) elismerést 1955 óta ítélik oda az Emmy-gálán, igaz a kategória neve már számtalan változáson esett át az idők folyamán. A Primetime Emmy-díjat a Daytime Emmy-díj kiválása óta különböztetik meg.

## Díjazottak és jelöltek

### 1950-es évek
Az ötvenes évek alatt gyakran változott a kategória neve.

| Év                                                      | Név                            | Cím                             | Epizód |
| ------------------------------------------------------- | ------------------------------ | ------------------------------- | ------ |
| Legjobb epizódszereplő                                  |                                |                                 |        |
| 1955                                                    |                                |                                 |        |
| Judith Anderson                                         | Hallmark Hall of Fame          | Macbeth                         |        |
| Beverly Garland                                         | Medic                          | White Is the Color              |        |
| Claire Trevor                                           | Lux Video Theatre              | Ladies in Retirement            |        |
| Dorothy McGuire                                         | Climax!                        | The Gioconda Smile              |        |
| Ethel Barrymore                                         | Climax!                        | The Thirteenth Chair            |        |
| Eva Marie Saint                                         | The Philco-Goodyear Television | Middle of the Night             |        |
| Ruth Hussey                                             | Lux Video Theatre              | Craig's Wife                    |        |
| 1956                                                    |                                |                                 |        |
| Mary Martin                                             | Producers' Showcase            | Peter Pan                       |        |
| Eva Marie Saint                                         | Producers' Showcase            | Our Town                        |        |
| Jessica Tandy                                           | Producers' Showcase            | The Fourposter                  |        |
| Julie Harris                                            | The United States Steel Hour   | A Wind from the South           |        |
| Loretta Young                                           | Letter to Loretta              | Christmas Stopover              |        |
| 1957                                                    |                                |                                 |        |
| Claire Trevor                                           | Producers' Showcase            | Dodsworth                       |        |
| Edna Best                                               | Ford Star Jubilee              | This Happy Breed                |        |
| Evelyn Rudie                                            | Playhouse 90                   | Eloise                          |        |
| Gracie Fields                                           | The United States Steel Hour   | The Old Lady Shows Her Medals   |        |
| Nancy Kelly                                             | Studio One                     | The Pilot                       |        |
| Legjobb epizódszereplő főszerepben vagy mellékszerepben |                                |                                 |        |
| 1958                                                    |                                |                                 |        |
| Polly Bergen                                            | Playhouse 90                   | The Helen Morgan Story          |        |
| Helen Hayes                                             | The Alcoa Hour                 | Mrs. Gilling and the Skyscraper |        |
| Julie Andrews                                           | Cinderella                     | (tévéfilm)                      |        |
| Piper Laurie                                            | Studio One                     | The Deaf Heart                  |        |
| Teresa Wright                                           | Playhouse 90                   | The Miracle Worker              |        |
| Legjobb epizódszereplő                                  |                                |                                 |        |
| 1959                                                    |                                |                                 |        |
| Julie Harris                                            | Little Moon of Alban           | (tévéfilm)                      |        |
| Geraldine Page                                          | Playhouse 90                   | The Old Man                     |        |
| Helen Hayes                                             | The United States Steel Hour   | One Red Rose for Christmas      |        |
| Judith Anderson                                         | The DuPont Show of the Month   | The Bridge of San Luis Rey      |        |
| Maureen Stapleton                                       | Kraft Television Theatre       | All the King's Men              |        |
| Piper Laurie                                            | Playhouse 90                   | Days of Wine and Roses          |        |

### 1960-as évek
A hatvanas évek alatt gyakran változott a kategória neve.

| Év                                                      | Név                                    | Cím                                                                | Epizód |
| ------------------------------------------------------- | -------------------------------------- | ------------------------------------------------------------------ | ------ |
| Legjobb epizódszereplő főszerepben vagy mellékszerepben |                                        |                                                                    |        |
| 1960                                                    |                                        |                                                                    |        |
| Ingrid Bergman                                          | Startime                               | The Turn of the Screw                                              |        |
| Julie Harris                                            | The DuPont Show of the Month           | Ethan Frome                                                        |        |
| Teresa Wright                                           | Sunday Showcase                        | The Margaret Bourke-White Story                                    |        |
| Legjobb epizódszereplő főszerepben                      |                                        |                                                                    |        |
| 1961                                                    |                                        |                                                                    |        |
| Judith Anderson                                         | Hallmark Hall of Fame                  | Macbeth                                                            |        |
| Elizabeth Montgomery                                    | The Untouchables                       | The Rusty Heller Story                                             |        |
| Ingrid Bergman                                          | Twenty-Four Hours in a Woman's Life    | (tévéfilm)                                                         |        |
| 1962                                                    |                                        |                                                                    |        |
| Julie Harris                                            | Hallmark Hall of Fame                  | Victoria Regina                                                    |        |
| Ethel Waters                                            | Route 66                               | Goodnight, Sweet Blues                                             |        |
| Geraldine Brooks                                        | Bus Stop                               | Call Back Yesterday                                                |        |
| Inger Stevens                                           | The Dick Powell Show                   | The Price of Tomatoes                                              |        |
| Suzanne Pleshette                                       | Dr. Kildare                            | Shining Image                                                      |        |
| 1963                                                    |                                        |                                                                    |        |
| Kim Stanley                                             | Ben Casey                              | A Cardinal Act of Mercy                                            |        |
| Diahann Carroll                                         | Naked City                             | A Horse Has a Big Head, Let Him Worry                              |        |
| Diana Hyland                                            | Alcoa Premiere                         | The Voice of Charlie Pont                                          |        |
| Eleanor Parker                                          | The Eleventh Hour                      | Why Am I Grown So Cold?                                            |        |
| Sylvia Sidney                                           | The Defenders                          | The Madman                                                         |        |
| 1964                                                    |                                        |                                                                    |        |
| Shelley Winters                                         | Bob Hope Presents the Chrysler Theatre | Two Is The Number                                                  |        |
| Bethel Leslie                                           | The Richard Boone Show                 | Statement of Fact                                                  |        |
| Diana Sands                                             | East Side/West Side                    | Who Do You Kill?                                                   |        |
| Jeanette Nolan                                          | The Richard Boone Show                 | Vote No on 11!                                                     |        |
| Ruby Dee                                                | The Nurses                             | Express Stop from Lennox Avenue                                    |        |
| Színészek, színésznők, előadóművészek díjazása          |                                        |                                                                    |        |
| 1965                                                    |                                        |                                                                    |        |
| Lynn Fontanne                                           | Hallmark Hall of Fame                  | The Magnificent Yankee                                             |        |
| Julie Harris                                            | Hallmark Hall of Fame                  | The Holy Terror                                                    |        |
| Julie Andrews                                           | The Andy Williams Show                 | epizód (1964. november 30)                                         |        |
| Legjobb női főszereplő tévéfilmben                      |                                        |                                                                    |        |
| 1966                                                    |                                        |                                                                    |        |
| Simone Signoret                                         | Bob Hope Presents the Chrysler Theatre | A Small Rebellion                                                  |        |
| Eartha Kitt                                             | I Spy                                  | The Loser                                                          |        |
| Margaret Leighton                                       | Dr. Kildare                            | Behold the Great Man A Life for a Life Web of Hate Horizontal Hero |        |
| Shelley Winters                                         | Bob Hope Presents the Chrysler Theatre | Back to Back                                                       |        |
| 1967                                                    |                                        |                                                                    |        |
| Geraldine Page                                          | ABC Stage 67                           | A Christmas Memory                                                 |        |
| Julie Harris                                            | Hallmark Hall of Fame                  | Anastasia                                                          |        |
| Lynn Fontanne                                           | Hallmark Hall of Fame                  | Anastasia                                                          |        |
| Mildred Dunnock                                         | Death of a Salesman                    |                                                                    |        |
| Shirley Booth                                           | CBS: Playhouse                         | The Glass Menagerie                                                |        |
| 1968                                                    |                                        |                                                                    |        |
| Maureen Stapleton                                       | Among the Paths to Eden                |                                                                    |        |
| Anne Jackson                                            | CBS Playhouse                          | Dear Friends                                                       |        |
| Colleen Dewhurst                                        | The Crucible                           |                                                                    |        |
| Geneviève Bujold                                        | Hallmark Hall of Fame                  | Saint Joan                                                         |        |
| Judith Anderson                                         | Hallmark Hall of Fame                  | Elizabeth the Queen                                                |        |
| Legjobb epizódszereplő főszerepben                      |                                        |                                                                    |        |
| 1969                                                    |                                        |                                                                    |        |
| Geraldine Page                                          | The Thanksgiving Visitor               |                                                                    |        |
| Anne Baxter                                             | The Name of the Game                   | The Bobbie Currier Story                                           |        |
| Lee Grant                                               | Judd for the Defense                   | The Gates of Cerberus                                              |        |

### 1970-es évek
A kategória mai elnevezése 1979-től vált végérvényessé. (Az elnevezés miatt a minisorozat és a tévéfilm egyesítéséig két nyertes van egy évben) 

| Év                                                                | Név                                            | Cím                                         |                                    |
| ----------------------------------------------------------------- | ---------------------------------------------- | ------------------------------------------- | ---------------------------------- |
| Legjobb epizódszereplő főszerepben                                |                                                |                                             |                                    |
| 1970                                                              |                                                |                                             |                                    |
| Patty Duke                                                        | Az én édes Charlie-m                           |                                             |                                    |
| Edith Evans                                                       | David Copperfield                              |                                             |                                    |
| Shirley Jones                                                     | Silent Night, Lonely Night                     |                                             |                                    |
| 1971                                                              |                                                |                                             |                                    |
| Lee Grant                                                         | The Neon Ceiling                               |                                             |                                    |
| Colleen Dewhurst                                                  | ITV Saturday Night Theatre: epizód - The Price |                                             |                                    |
| Lee Grant                                                         | Columbo: epizód - Ransom for a Dead Man        |                                             |                                    |
| 1972                                                              |                                                |                                             |                                    |
| Glenda Jackson                                                    | Elizabeth R: epizód - The Shadow in the Sun    |                                             |                                    |
| Glenda Jackson                                                    | Elizabeth R: epizód - The Lion's Club          |                                             |                                    |
| Helen Hayes                                                       | Do Not Fold, Spindle of Mutilate               |                                             |                                    |
| Patricia Neal                                                     | The Waltons: epizód - The Homecoming           |                                             |                                    |
| Susannah York                                                     | Jane Eyre                                      |                                             |                                    |
| 1973                                                              | Legjobb epizódszereplő főszerepben             | Legjobb epizódszereplő főszerepben          | Legjobb epizódszereplő főszerepben |
| 1973                                                              | Cloris Leachman                                | A Brand New Life                            |                                    |
| 1973                                                              | Hope Lange                                     | That Certain Summer                         |                                    |
| 1973                                                              | Lauren Bacall                                  | Applause                                    |                                    |
| 1973                                                              | Legjobb női főszereplő minisorozatban          |                                             |                                    |
| 1973                                                              | Susan Hampshire                                | A hiúság vására                             |                                    |
| 1973                                                              | Margaret Tyzack                                | Cousin Bette                                |                                    |
| 1973                                                              | Vivien Heilbron                                | The Moonstone                               |                                    |
| 1974                                                              | Legjobb női főszereplő tévéfilmben             | Legjobb női főszereplő tévéfilmben          | Legjobb női főszereplő tévéfilmben |
| 1974                                                              | Cicely Tyson                                   | The Autobiography of Miss Jane Pittman      |                                    |
| 1974                                                              | Carol Burnett                                  | 6 Rms Riv Vu                                |                                    |
| 1974                                                              | Cloris Leachman                                | The Migrants                                |                                    |
| 1974                                                              | Elizabeth Montgomery                           | A Case of Rape                              |                                    |
| 1974                                                              | Katharine Hepburn                              | The Glass Menagerie                         |                                    |
| 1974                                                              | Legjobb női főszereplő minisorozatban          |                                             |                                    |
| 1974                                                              | Mildred Natwick                                | The Snoop Sisters                           |                                    |
| 1974                                                              | Helen Hayes                                    | The Snoop Sisters                           |                                    |
| 1974                                                              | Lee Remick                                     | The Blue Knight                             |                                    |
| 1975                                                              | Legjobb női főszereplő tévéfilmben             | Legjobb női főszereplő tévéfilmben          | Legjobb női főszereplő tévéfilmben |
| 1975                                                              | Katharine Hepburn                              | Szerelem a romok között                     |                                    |
| 1975                                                              | Diana Rigg                                     | In This House of Brede                      |                                    |
| 1975                                                              | Elizabeth Montgomery                           | The Legend of Lizzie Borden                 |                                    |
| 1975                                                              | Jill Clayburgh                                 | Utcalányok                                  |                                    |
| 1975                                                              | Maureen Stapleton                              | Queen of the Stardust Ballroom              |                                    |
| 1975                                                              | Legjobb női főszereplő minisorozatban          |                                             |                                    |
| 1975                                                              | Jessica Walter                                 | Amy Prentiss                                |                                    |
| 1975                                                              | Susan Saint James                              | McMillan & Wife                             |                                    |
| 1976                                                              | Legjobb női főszereplő tévéfilmben             | Legjobb női főszereplő tévéfilmben          | Legjobb női főszereplő tévéfilmben |
| 1976                                                              | Susan Clark                                    | Babe                                        |                                    |
| 1976                                                              | Colleen Dewhurst                               | A Moon for the Misbegotten                  |                                    |
| 1976                                                              | Jane Alexander                                 | Eleanor and Franklin                        |                                    |
| 1976                                                              | Sada Thompson                                  | A komédiás                                  |                                    |
| 1976                                                              | Legjobb női főszereplő minisorozatban          |                                             |                                    |
| 1976                                                              | Rosemary Harris                                | Notorious Woman                             |                                    |
| 1976                                                              | Jean Marsh                                     | Upstairs, Downstairs                        |                                    |
| 1976                                                              | Lee Remick                                     | Jennie                                      |                                    |
| 1976                                                              | Susan Blakely                                  | Gazdag ember, szegény ember                 |                                    |
| 1977                                                              | Legjobb női főszereplő tévéfilmben             | Legjobb női főszereplő tévéfilmben          | Legjobb női főszereplő tévéfilmben |
| 1977                                                              | Sally Field                                    | Sybil                                       |                                    |
| 1977                                                              | Jane Alexander                                 | Eleanor and Franklin: The White House Years |                                    |
| 1977                                                              | Joanne Woodward                                | Sybil                                       |                                    |
| 1977                                                              | Julie Harris                                   | The Last of Mrs. Lincoln                    |                                    |
| 1977                                                              | Susan Clark                                    | Amelia Earhart                              |                                    |
| 1977                                                              | Legjobb női főszereplő minisorozatban          |                                             |                                    |
| 1977                                                              | Patty Duke                                     | Captains and the Kings                      |                                    |
| 1977                                                              | Dori Brenner                                   | Seventh Avenue                              |                                    |
| 1977                                                              | Eva Marie Saint                                | How the West Was Won                        |                                    |
| 1977                                                              | Jane Seymour                                   | Captains and the Kings                      |                                    |
| 1977                                                              | Susan Flannery                                 | The Moneychangers                           |                                    |
| 1978                                                              | Legjobb női főszereplő tévéfilmben             | Legjobb női főszereplő tévéfilmben          | Legjobb női főszereplő tévéfilmben |
| 1978                                                              | Joanne Woodward                                | Nézzük, hogy fut...                         |                                    |
| 1978                                                              | Eva Marie Saint                                | Taxi!!                                      |                                    |
| 1978                                                              | Helen Hayes                                    | A Family Upside Down                        |                                    |
| 1978                                                              | Maureen Stapleton                              | The Gathering                               |                                    |
| 1978                                                              | Sada Thompson                                  | Our Town                                    |                                    |
| 1978                                                              | Legjobb női főszereplő minisorozatban          |                                             |                                    |
| 1978                                                              | Meryl Streep                                   | Holokauszt: A Weiss család története        |                                    |
| 1978                                                              | Cicely Tyson                                   | King                                        |                                    |
| 1978                                                              | Elizabeth Montgomery                           | The Awakening Land                          |                                    |
| 1978                                                              | Lee Remick                                     | Wheels                                      |                                    |
| 1978                                                              | Rosemary Harris                                | Holokauszt: A Weiss család története        |                                    |
| Legjobb női főszereplő televíziós minisorozatban vagy tévéfilmben |                                                |                                             |                                    |
| 1979                                                              |                                                |                                             |                                    |
| Bette Davis                                                       | Idegenek                                       |                                             |                                    |
| Carol Burnett                                                     | Halálos véletlen                               |                                             |                                    |
| Katharine Hepburn                                                 | Zöld a vetés                                   |                                             |                                    |
| Mary Tyler Moore                                                  | Először megtanulsz sírni                       |                                             |                                    |
| Olivia Cole                                                       | Backstairs at the White House                  |                                             |                                    |

### 1980-as évek
| Év                | Név                                 | Cím |
| ----------------- | ----------------------------------- | --- |
| 1980              |                                     |     |
| Patty Duke        | The Miracle Worker                  |     |
| Bette Davis       | White Mama                          |     |
| Lee Remick        | Haywire                             |     |
| Melissa Gilbert   | The Miracle Worker                  |     |
| 1981              |                                     |     |
| Vanessa Redgrave  | Playing for Time                    |     |
| Catherine Hicks   | Marilyn: The Untold Story           |     |
| Ellen Burstyn     | The People vs. Jean Harris          |     |
| Joanne Woodward   | Válság a központi középiskolában    |     |
| Simada Joko       | A sógun                             |     |
| 1982              |                                     |     |
| Ingrid Bergman    | A Woman Called Golda                |     |
| Ann Jillian       | Mae West                            |     |
| Cicely Tyson      | The Marva Collins Story             |     |
| Glenda Jackson    | Patricia Neal története             |     |
| Jean Stapleton    | Eleanor, First Lady of the World    |     |
| 1983              |                                     |     |
| Barbara Stanwyck  | Tövismadarak                        |     |
| Angela Lansbury   | Little Gloria... Happy at Last      |     |
| Ann-Margret       | Szeressétek a gyermekeimet!         |     |
| Mariette Hartley  | MADD: Mothers Against Drunk Drivers |     |
| Rosanna Arquette  | A hóhér dala                        |     |
| 1984              |                                     |     |
| Jane Fonda        | The Dollmaker                       |     |
| Ann-Margret       | A vágy villamosa                    |     |
| Glenn Close       | Apa és leánya                       |     |
| Jane Alexander    | Calamity Jane                       |     |
| JoBeth Williams   | Adam                                |     |
| 1985              |                                     |     |
| Joanne Woodward   | Do You Remember Love?               |     |
| Farrah Fawcett    | Tűzfészek vagy Égő ágyban           |     |
| Jane Alexander    | Malice in Wonderland                |     |
| Mary Tyler Moore  | Heartsounds                         |     |
| Peggy Ashcroft    | The Jewel in the Crown              |     |
| 1986              |                                     |     |
| Marlo Thomas      | Nobody's Child                      |     |
| Gena Rowlands     | Korai tél                           |     |
| Katharine Hepburn | Mrs. Delafield Wants to Marry       |     |
| Mare Winningham   | Love Is Never Silent                |     |
| Vanessa Redgrave  | Second Serve                        |     |
| 1987              |                                     |     |
| Gena Rowlands     | The Betty Ford Story                |     |
| Alfre Woodard     | Unnatural Causes                    |     |
| Ann-Margret       | The Two Mrs. Grenvilles             |     |
| Ellen Burstyn     | Szemenszedett hazugságok            |     |
| Lee Remick        | Nutcracker: Money, Madness & Murder |     |
| 1988              |                                     |     |
| Jessica Tandy     | Hamvadó tűz                         |     |
| Ann Jillian       | The Ann Jillian Story               |     |
| JoBeth Williams   | Baby M                              |     |
| Mary Steenburgen  | The Attic: The Hiding of Anne Frank |     |
| Mary Tyler Moore  | Lincoln                             |     |
| 1989              |                                     |     |
| Holly Hunter      | Roe vs. Wade                        |     |
| Amy Madigan       | Roe vs. Wade                        |     |
| Anjelica Huston   | Texasi krónikák: Lonesome Dove      |     |
| Diane Lane        | Texasi krónikák: Lonesome Dove      |     |
| Jane Seymour      | A sas felszáll vagy Forrongó világ  |     |

### 1990-es évek
| Év                | Név                                             | Cím |
| ----------------- | ----------------------------------------------- | --- |
| 1990              |                                                 |     |
| Barbara Hershey   | A Killing in a Small Town                       |     |
| Alfre Woodard     | A Mother's Courage: The Mary Thomas Story       |     |
| Annette O’Toole   | The Kennedys of Massachusetts                   |     |
| Christine Lahti   | No Place Like Home                              |     |
| Farrah Fawcett    | Ártatlan áldozatok                              |     |
| Lesley Ann Warren | Kémek családja                                  |     |
| 1991              |                                                 |     |
| Lynn Whitfield    | The Josephine Baker Story                       |     |
| Barbara Hershey   | Veszettség                                      |     |
| Glenn Close       | Feleség kerestetik vagy Sarah nem szép és magas |     |
| Lee Purcell       | Az összetartás próbája                          |     |
| Suzanne Pleshette | Leona Helmsley: A fukarság királynője           |     |
| 1992              |                                                 |     |
| Gena Rowlands     | Az idegen árnyéka vagy Titokzatos idegen        |     |
| Anne Bancroft     | American Playhouse                              |     |
| Judy Davis        | Elfújja a szél                                  |     |
| Laura Dern        | Zuhanás után                                    |     |
| Meredith Baxter   | Míg a halál el nem választ                      |     |
| 1993              |                                                 |     |
| Holly Hunter      | Anyuci tutira megy                              |     |
| Glenn Close       | A szél ellenében                                |     |
| Helen Mirren      | Forró gyanú 2.                                  |     |
| Joanne Woodward   | Mélypont                                        |     |
| Maggie Smith      | Suddenly, Last Summer                           |     |
| 1994              |                                                 |     |
| Kirstie Alley     | David anyja                                     |     |
| Bette Midler      | Gypsy                                           |     |
| Helen Mirren      | Forró gyanú 3. – Első számú gyanúsított         |     |
| Jessica Tandy     | Tánc a fehér kutyával                           |     |
| Joanne Woodward   | Az idő múltával                                 |     |
| 1995              |                                                 |     |
| Glenn Close       | Ha hallgattál volna                             |     |
| Alfre Woodard     | The Piano Lesson                                |     |
| Anjelica Huston   | Vad nők                                         |     |
| Diane Keaton      | Amelia Earhart – Az utolsó repülés              |     |
| Sally Field       | Bess vagy Egy független asszony                 |     |
| 1996              |                                                 |     |
| Helen Mirren      | The Scent of Darkness                           |     |
| Ashley Judd       | Norma Jean és Marilyn                           |     |
| Jessica Lange     | A vágy villamosa                                |     |
| Mira Sorvino      | Norma Jean és Marilyn                           |     |
| Sela Ward         | Almost Golden: The Jessica Savitch Story        |     |
| 1997              |                                                 |     |
| Alfre Woodard     | Miss Evers fiai                                 |     |
| Glenn Close       | Esthomály                                       |     |
| Helen Mirren      | Forró gyanú 5.                                  |     |
| Meryl Streep      | Sohasem ártok                                   |     |
| Stockard Channing | Az égből pottyant család vagy Váratlan család   |     |
| 1998              |                                                 |     |
| Ellen Barkin      | Before Women Had Wings                          |     |
| Angelina Jolie    | Kifutó a semmibe                                |     |
| Jamie Lee Curtis  | Nicholas ajándéka                               |     |
| Judy Davis        | A mennydörgés visszhangja                       |     |
| Olympia Dukakis   | More Tales of the City                          |     |
| Sigourney Weaver  | Hófehérke – A terror meséje                     |     |
| 1999              |                                                 |     |
| Helen Mirren      | Egy filozófusnő szerelmei                       |     |
| Ann-Margret       | A Pamela Harriman történet                      |     |
| Judy Davis        | Dash and Lilly                                  |     |
| Leelee Sobieski   | Szent Johanna                                   |     |
| Stockard Channing | Egy gyermek kálváriája                          |     |

### 2000-es évek
| Év                   | Név                                                   | Cím |
| -------------------- | ----------------------------------------------------- | --- |
| 2000                 |                                                       |     |
| Halle Berry          | Fekete csillag                                        |     |
| Gena Rowlands        | Nagyszülői szeretet                                   |     |
| Holly Hunter         | Harlan County War                                     |     |
| Judy Davis           | A Cooler Climate                                      |     |
| Sally Field          | A Cooler Climate                                      |     |
| 2001                 |                                                       |     |
| Judy Davis           | Judy Garland: Én és az árnyékaim                      |     |
| Emma Thompson        | Fekete angyal                                         |     |
| Hannah Taylor Gordon | Anne Frank igaz története                             |     |
| Holly Hunter         | Billie kontra Bobby                                   |     |
| Judi Dench           | Az utolsó szőke bombázó                               |     |
| 2002                 |                                                       |     |
| Laura Linney         | Vad Iris                                              |     |
| Angela Bassett       | Út a szabadsághoz: Rosa Parks története               |     |
| Blythe Danner        | Volt egyszer egy boldog család...                     |     |
| Gena Rowlands        | Vad Iris                                              |     |
| Vanessa Redgrave     | Churchill – A brit oroszlán vagy Gomolygó viharfelhők |     |
| 2003                 |                                                       |     |
| Maggie Smith         | Túlélők háza                                          |     |
| Helen Mirren         | Tavasz Rómában                                        |     |
| Helena Bonham Carter | Élőben Bagdadból                                      |     |
| Jessica Lange        | Meghasonlás                                           |     |
| Thora Birch          | Hajléktalanul a Harvardon                             |     |
| 2004                 |                                                       |     |
| Meryl Streep         | Angyalok Amerikában                                   |     |
| Emma Thompson        | Angyalok Amerikában                                   |     |
| Glenn Close          | Az oroszlán télen                                     |     |
| Helen Mirren         | Forró gyanú 6.                                        |     |
| Judy Davis           | A Reagan család                                       |     |
| 2005                 |                                                       |     |
| S. Epatha Merkerson  | Lackawanna Blues                                      |     |
| Blythe Danner        | Vissza a mültba                                       |     |
| Cynthia Nixon        | Warm Springs                                          |     |
| Debra Winger         | Minden rendben lesz                                   |     |
| Halle Berry          | Mindörökké szerelem                                   |     |
| 2006                 |                                                       |     |
| Helen Mirren         | Elizabeth                                             |     |
| Annette Bening       | Mrs. Harris                                           |     |
| Gillian Anderson     | Pusztaház örökösei                                    |     |
| Judy Davis           | Családi bűnbanda                                      |     |
| Kathy Bates          | Önkéntes mentős vagy Idegen a városban                |     |
| 2007                 |                                                       |     |
| Helen Mirren         | Forró gyanú 7. – A döntő                              |     |
| Debra Messing        | Álomgyári feleség                                     |     |
| Gena Rowlands        | Isteni véletlen                                       |     |
| Mary-Louise Parker   | Rabló menyasszony                                     |     |
| Queen Latifah        | Life Support                                          |     |
| 2008                 |                                                       |     |
| Laura Linney         | John Adams                                            |     |
| Catherine Keener     | An American Crime: Bűnök                              |     |
| Judi Dench           | Cranford                                              |     |
| Phylicia Rashad      | Küzdelmes élet                                        |     |
| Susan Sarandon       | Bernard és Doris                                      |     |
| 2009                 |                                                       |     |
| Jessica Lange        | Két nő – egy ház                                      |     |
| Chandra Wilson       | Accidental Friendship                                 |     |
| Drew Barrymore       | Két nő – egy ház                                      |     |
| Shirley MacLaine     | Coco Chanel                                           |     |
| Sigourney Weaver     | Imák Bobbyért                                         |     |

### 2010-es évek
| Év                   | Név                                    | Cím |
| -------------------- | -------------------------------------- | --- |
| 2010                 |                                        |     |
| Claire Danes         | Temple Grandin                         |     |
| Hope Davis           | Különleges kapcsolat                   |     |
| Joan Allen           | Georgia O’Keeffe                       |     |
| Judi Dench           | Cranford                               |     |
| Maggie Smith         | Nyomasztó múlt                         |     |
| 2011                 |                                        |     |
| Kate Winslet         | Mildred Pierce                         |     |
| Diane Lane           | Cinéma Vérité                          |     |
| Elizabeth McGovern   | Downton Abbey                          |     |
| Jean Marsh           | Ház az Eaton Place-en                  |     |
| Taraji P. Henson     | Elvették tőlem                         |     |
| 2012                 |                                        |     |
| Julianne Moore       | Versenyben az elnökségért              |     |
| Ashley Judd          | Missing – Elrabolva                    |     |
| Connie Britton       | Amerikai Horror Story                  |     |
| Emma Thompson        | The Song of Lunch                      |     |
| Nicole Kidman        | Hemingway és Gellhorn                  |     |
| 2013                 |                                        |     |
| Laura Linney         | The Big C – A nagy C                   |     |
| Elisabeth Moss       | A tó tükre                             |     |
| Helen Mirren         | Phil Spector                           |     |
| Jessica Lange        | Amerikai Horror Story                  |     |
| Sigourney Weaver     | Political Animals                      |     |
| 2014                 |                                        |     |
| Jessica Lange        | Amerikai Horror Story                  |     |
| Cicely Tyson         | The Trip to Bountiful                  |     |
| Helena Bonham Carter | Burton and Taylor                      |     |
| Kristen Wiig         | The Spoils of Babylon                  |     |
| Minnie Driver        | Return to Zero                         |     |
| Sarah Paulson        | Amerikai Horror Story                  |     |
| 2015                 |                                        |     |
| Frances McDormand    | Olive Kitteridge                       |     |
| Emma Thompson        | Live from Lincoln Center: Sweeney Todd |     |
| Felicity Huffman     | Bűnök és előítéletek                   |     |
| Jessica Lange        | Amerikai Horror Story                  |     |
| Maggie Gyllenhaal    | Egy tisztességes asszony               |     |
| Queen Latifah        | Bessie                                 |     |
| 2016                 |                                        |     |
| Sarah Paulson        | American Crime Story                   |     |
| Audra McDonald       | Lady Day at Emerson's Bar & Grill      |     |
| Felicity Huffman     | Bűnök és előítéletek                   |     |
| Kerry Washington     | Bizonyosság                            |     |
| Kirsten Dunst        | Fargo                                  |     |
| Lili Taylor          | Bűnök és előítéletek                   |     |
| 2017                 |                                        |     |
| Nicole Kidman        | Hatalmas kis hazugságok                |     |
| Carrie Coon          | Fargo                                  |     |
| Felicity Huffman     | Bűnök és előítéletek                   |     |
| Jessica Lange        | Viszály: Bette és Joan                 |     |
| Reese Witherspoon    | Hatalmas kis hazugságok                |     |
| Susan Sarandon       | Viszály: Bette és Joan                 |     |
| 2018                 |                                        |     |
| Regina King          | Seven Seconds                          |     |
| Edie Falco           | Law & Order True Crime                 |     |
| Jessica Biel         | The Sinner                             |     |
| Laura Dern           | A történet                             |     |
| Michelle Dockery     | Godless                                |     |
| Sarah Paulson        | Amerikai Horror Story                  |     |
| 2019                 |                                        |     |
| Michelle Williams    | Fosse/Verdon                           |     |
| Amy Adams            | Éles tárgyak                           |     |
| Aunjanue Ellis       | A Central parki ötök                   |     |
| Joey King            | A tett                                 |     |
| Niecy Nash           | A Central parki ötök                   |     |
| Patricia Arquette    | Szökés Dannemorából                    |     |

### 2020-as évek
| Év                 | Színésznő                           | Szerep                                           | Cím         | Adó |
| ------------------ | ----------------------------------- | ------------------------------------------------ | ----------- | --- |
| 2020               |                                     |                                                  |             |     |
| Regina King        | Angela Abar / Éjnővér               | Watchmen                                         | HBO         |     |
| Cate Blanchett     | Phyllis Schlafly                    | Mrs. America                                     | FX          |     |
| Shira Haas         | Esther "Esty" Shapiro               | A másik út                                       | Netflix     |     |
| Octavia Spencer    | Madam C. J. Walker                  | Madam C. J. Walker: Az önerejéből lett milliomos | Netflix     |     |
| Kerry Washington   | Mia Warren                          | Kis tüzek mindenütt                              | Hulu        |     |
| 2021               |                                     |                                                  |             |     |
| Kate Winslet       | Mare Sheehan                        | Easttowni rejtélyek                              | HBO         |     |
| Michaela Coel      | Arabella Essiedu                    | Tönkretehetlek                                   | HBO         |     |
| Cynthia Erivo      | Aretha Franklin                     | Géniusz: Aretha                                  | Nat Geo     |     |
| Elizabeth Olsen    | Wanda Maximoff / Skarlát Boszorkány | WandaVízió                                       | Disney+     |     |
| Anya Taylor-Joy    | Beth Harmon                         | A vezércsel                                      | Netflix     |     |
| 2022               |                                     |                                                  |             |     |
| Amanda Seyfried    | Elizabeth Holmes                    | A kibukott                                       | Hulu        |     |
| Toni Collette      | Kathleen Peterson                   | Az utolsó lépcsőfok                              | HBO Max     |     |
| Julia Garner       | Anna Sorokin                        | Az örökösnő álarca mögött                        | Netflix     |     |
| Margaret Qualley   | Alex Russell                        | Egy szobalány vallomása                          | Netflix     |     |
| Lily James         | Pamela Anderson                     | Pam és Tommy                                     | Hulu        |     |
| Sarah Paulson      | Linda Tripp                         | American Crime Story                             | FX          |     |
| 2023               |                                     |                                                  |             |     |
| Ali Wong           | Amy Lau                             | Balhé                                            | Netflix     |     |
| Lizzy Caplan       | Libby Epstein                       | Fleishman bajban van                             | FX          |     |
| Jessica Chastain   | Tammy Wynette                       | George & Tammy                                   | Showtime    |     |
| Dominique Fishback | Andrea "Dre" Greene                 | Rajzás                                           | Prime Video |     |
| Riley Keough       | Margaret "Daisy" Jones              | Daisy Jones and the Six                          | Prime Video |     |
| Kathryn Hahn       | Clare Pierce                        | Apró gyönyörű dolgaink                           | Hulu        |     |
| 2024               |                                     |                                                  |             |     |
| Jodie Foster       | Liz Danvers                         | True Detective – A törvény nevében               | HBO         |     |
| Brie Larson        | Elizabeth Zott                      | Minden kémia                                     | Apple TV+   |     |
| Juno Temple        | Dorothy "Dot" Lyon                  | Fargo                                            | FX          |     |
| Sofía Vergara      | Griselda Blanco                     | Griselda                                         | Netflix     |     |
| Naomi Watts        | Babe Paley                          | Viszály                                          | FX          |     |